# No Wow
No Wow (укр. Не дивно) — другий студійний альбом інді-рок гурту The Kills, випущений 21 лютого 2005 року на лейблі Domino Records. No Wow поєднує в собі елементи блюзу та пост-панку.
Перший сингл Love is a Deserter був показаний на декількох музичних каналах. Другий сингл The Good Ones був випущений пізніше та 23-е місце в британських чартах.
Пісня No Wow була використана в серіалі «Підозрюваний», 5 сезон, серія 1: " Синій екран смерті " ефір вийшов 5 травня 2016 року. Пісня так само потрапила до серіалу "Гарна дружина " 4-го сезону, 20 серії: «Rape: A Modern Perspective», що вийшов 14 квітня 2013 року.

## Про альбом
Матеріал альбому був написаний у студії Key Club, Бентон-Харбор, штат Мічиган, США у період з 13 квітня по 7 травня 2004 року. Окрім Love is a Deserter — ця пісня була написана в лондонській штаб-квартирі Red Meat Heart у вересні. Крім написання, пісня також була записана в іншому місці Пітером Даймель у французькій студії Black Box 20-24 вересня. Зведення проходило у нью-йоркській студії Sear Sound 8 жовтня. Всі інші композиції були записані та зведені Джоном Аньєлло також у Sear Sound з 20 травня по 2 червня та з 3 по 11 червня. Мастерингом альбому займався Герг Кальбі у нью-йоркській студії Sterling Sound 23 червня та 21 жовтня 2004 року. Над оформленням заднього боку фізичного носія працював Кріс Шоу.
Альбом був виданий обмеженим тиражем з бонусним диском, на якому були зібрані бі-сайди синглів: No Wow, The Good Ones, Love is a Deserter та Run Home Slow EP.

## Відгуки
Альбом сприйняли позитивно.
Англомовний сайт-агрегатор Metacritic, ґрунтуючись на 28 відгуках, вивів 78 балів із 100 .
Агрегатор Pitchfork написав: «No Wow слідує своїм обіцянкам EP і дебютному LP, галасливе нагадування про те, що діти все ще можуть підчепити пісні, які є не більш ніж гітарою та настроєм.»
Entertainment Weekly написали, що альбом «звучить так, ніби був записаний у забризканому брудом підвалі».

## Список композицій
| #   | Назва                              | Тривалість |
| --- | ---------------------------------- | ---------- |
| 1.  | «No Wow / Telephone Radio Germany» | 4:47       |
| 2.  | «Love is a Deserter»               | 3:48       |
| 3.  | «Dead Road 7»                      | 3:23       |
| 4.  | «The Good Ones»                    | 3:29       |
| 5.  | «I Hate the Way You Love»          | 3:37       |
| 6.  | «I Hate the Way You Love, Pt. 2»   | 1:46       |
| 7.  | «At the Back of the Shell»         | 2:27       |
| 8.  | «Sweet Cloud»                      | 5:06       |
| 9.  | «Rodeo Town»                       | 4:24       |
| 10. | «Murdermile»                       | 4:25       |
| 11. | «Ticket Man»                       | 2:49       |

| Європейский бонусний диск | Європейский бонусний диск                            | Європейский бонусний диск |
| #                         | Назва                                                | Тривалість                |
| ------------------------- | ---------------------------------------------------- | ------------------------- |
| 1.                        | «The Good Ones (The Jagz Kooner Remix)»              | 8:25                      |
| 2.                        | «The Good Ones (Tiga Remix)»                         | 7:12                      |
| 3.                        | «The Good Ones (Backstage Sluts Double Drop Mix)»    | 6:03                      |
| 4.                        | «Love is a Deserter (Cavemen Remix)»                 | 2:52                      |
| 5.                        | «Love is a Deserter (Simian Mobile Disco Mix)»       | 5:39                      |
| 6.                        | «Love is a Deserter (Phones 'Cardiac Unrest' Remix)» | 4:35                      |
| 7.                        | «No Wow (MSTRKRFT Remix)»                            | 4:23                      |
| 8.                        | «No Wow (Chicken Lips Remix)»                        | 5:43                      |
| 9.                        | «No Wow (Test Icicles Remix)»                        | 3:10                      |
| 10.                       | «Run Home Slow»                                      | 4:11                      |
| 11.                       | «Baby's Eyes»                                        | 4:08                      |
| 13.                       | Untitled                                             | 2:03                      |
| 14.                       | Untitled                                             | 2:56                      |
| 15.                       | Untitled                                             | 3:56                      |
| 16.                       | Untitled                                             | 3:31                      |

| Сингл: The Good Ones | Сингл: The Good Ones              | Сингл: The Good Ones |
| #                    | Назва                             | Тривалість           |
| -------------------- | --------------------------------- | -------------------- |
| 1.                   | «The Good Ones [Single Version]»  |                      |
| 2.                   | «Run Home Slow»                   |                      |
| 3.                   | «The Good Ones [Jagz Kooner Mix]» |                      |
| 4.                   | «Baby's Eyes»                     |                      |

## Учасники запису
- Джеймі «Hotel» Хінс — продюсер, вокал, гітара, фотограф .
- Елісон «VV» Моссхарт — продюсер, вокал, фотограф.
- Джон Аньєлло — зведення.
- Т. Дж. Доерті — помічник по зведенню.
- Герг Кальбі — майстеринг.
- Кріс Шоу — оформлення.